# Arco Aleutiano

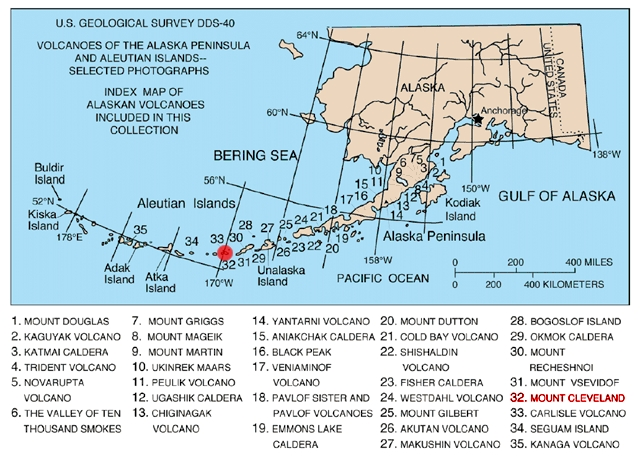
Mapa de algunos volcanes del Arco Aleutiano

El Arco Aleutiano es un gran arco volcánico en el estado de Alaska de EE. UU. Consiste en una serie de volcanes activos e inactivos que se han formado como resultado de la subducción a lo largo de la fosa de las Aleutianas. Aunque toma su nombre de las islas Aleutianas, este término es una agrupación geológica más que geográfica, y el Arco Aleutiano se extiende a través de la península de Alaska siguiendo la cordillera Aleutiana y las islas Aleutianas.
El Arco Aleutiano refleja la subducción de la placa del Pacífico debajo de la placa Norteamericana. Se extiende a 3000 km desde la península de Kamchatka en el oeste hasta el golfo de Alaska en el este. El paso Unimak en el extremo sudoeste de la península de Alaska marca la transición hacia el este de un arco intraoceánico en el oeste a un arco continental en el este. Debido a la geometría arqueada de la zanja, el vector de velocidad relativa cambia de casi una trinchera normal en el golfo de Alaska a casi trinchera-paralelo en el oeste. A lo largo de la parte oceánica de la zona de subducción, la convergencia varía de 6,3 cm por año al norte-noroeste en el este a 7,4 cm por año hacia el noroeste en el oeste.

## Volcanes
Los volcanes que conforman el arco son:
- Monte Adagdak
- Monte Akutan
- Monte Amak
- Monte Amukta
- Monte Aniakchak
- Monte Augustine
- Black Peak
- Monte Blackburn
- Bogoslof
- Monte Buldir
- Monte Bona
- Monte Blackburn
- Buzzard Creek
- Montaña Capital
- Monte Carlisle
- Monte Chagulak
- Monte Chiginagak
- Monte Churchill
- Volcán Cleveland
- Cold Bay
- Monte Dana
- Monte Davidof
- Monte Denison
- Devils Desk
- Monte Douglas
- Monte Drum
- Monte Dutton
- Monte Edgecumbe
- Monte Emmons
- Monte Fisher
- Montaña Fourpeaked
- Volcán Frosty
- Monte Gareloi
- Isla Great Sitkin
- Monte Gilbert
- Monte Gordon
- Monte Griggs
- Monte Hayes
- Isla Herbert
- Monte Iliamna
- Lago Imuruk
- Picos Isanotski
- Monte Jarvis
- Monte Kagamil
- Monte Kaguyak
- Monte Kanaga
- Isla Kasatochi
- Monte Katmai
- Monte Kialagvik
- Kiska
- Monte Korovin
- Monte Koniuji
- Monte Kukak
- Monte Kupreanof
- Montañas  Kookooligit
- Monte Mageik
- Monte Makushin
- Monte Martin
- Monte Moffett
- Novarupta
- Isla Nunivak
- Monte Okmok
- Pavlof
- Pavlof Sister
- Monte Prindle
- Monte Pogromni
- Monte Recheshnoi
- Monte Redoubt
- Monte Roundtop
- Isla Saint Paul
- Monte Sanford
- Monte Seguam
- Isla Segula
- Isla Semisopochnoi
- Monte San Miguel (Saint Michael)
- Monte Sergief
- Monte Shishaldin
- Snowy Mountain
- Monte Spurr
- Monte Steller
- Monte Stepovak
- Table Top-Wide Bay
- Monte Takawangha
- Monte Tana
- Monte Tanaga
- Monte Trident
- Ugashik-Peulik
- Monte Uliaga
- Monte Veniaminof
- Monte Vsevidof
- Monte Wrangell
- Monte Westdahl
- Monte Yantarni
- Monte Yunaska